# 와키사카 레이나
와키사카 레이나(일본어: 脇阪 麗奈, 1999년 5월 2일 ~ )는 일본의 여자 축구 선수이다.

## 구단 경력
2013년 나데시코 리그의 세레소 오사카 사카이에 입단하였다. 2021년 WE리그의 노지마 스텔라 가나가와 사가미하라로 이적했다. 2022년 INAC 고베 레오네사로 이적했다. 2023년 세레소 오사카로 이적했다.

## 국가대표팀 경력
그녀는 2016년 FIFA U-17 여자 월드컵에 참가할 일본 U-17 국가대표팀에 발탁되었으며, 5경기에 출전, 준우승에 기여했다.
2022년 아시안 게임에 참가할 일본 국가대표 B팀에 발탁되었으며, 일본이 우승을 달성하는데 크게 기여하였다.